# رون ساسكيند
رون ساسكيند (بالإنجليزية: Ron Suskind)‏ من مواليد (نوفمبر 20, 1959)كينغستون نيويورك كاتب سياسي وصحفي أمريكي يهودي مؤلف عن السياسة الخارجية الأمريكية.

## روابط خارجية
- رون ساسكيند على موقع IMDb (الإنجليزية)
- رون ساسكيند على موقع إن إن دي بي (الإنجليزية)
- رون ساسكيند على موقع قاعدة بيانات الفيلم (الإنجليزية)